# Доценко Лідія Григорівна
Лі́дія Григо́рівна Доце́нко (нар. 17 січня 1944, село Вищі Верещаки, Кіровоградська обл. — пом. 27 лютого 2021, Золочів) — українська поетеса. Член Національної спілки письменників України (1997).

## Біографія
Доценко Лідія Григорівна народилася 17 січня 1944 року в селі Вищі Верещаки Олександрівського району Кіровоградської області. Її дитинство було важким, повоєнним. Батько загинув під час німецько-радянської війни. У 1965 році закінчила Харківське медичне училище. Згодом вийшла заміж, народила сина і переїхала до Золочева. Упродовж 1965—1995 років працювала фельдшером у селі Басове, медсестрою в Золочівській районній лікарні Харківської області.
Писати вірші почала у шкільному віці. У 1979 році прийшла в Золочівську літературну студію «Світанок», згодом долучилася до літературної студії Харківського будинку культури будівельників. Пізніше поетеса потрапила у центральну студію імені Павла Тичини при Харківській організації Національної спілки письменників України. Своїми наставниками вважала Роберта Третьякова і Юрія Стадниченка.
Друкувалася в обласних і республіканських виданнях, журналі «Прапор», колективних збірниках «Отчий дім» (1988), «Понад шляхом» (2002). У 1995 році вийшла перша книга поетеси «Потреба польоту». До збірки увійшли твори, написані протягом двадцяти років. Основні мотиви збірки — любов до рідної землі, до близьких людей, роздуми про цінність буття, єдність людини з природою, єдність споріднених душ, болі і тривоги села, легка іронія над собою і недосконалістю. «Як завжди, як ніколи…» (1998) — друга книга Лідії Доценко. Це довірлива, зворушлива і серйозна сповідь, де є відчуття минулого і пошук свого місця в теперішньому і майбутньому, запитання і сумніви сповнені філософської глибини, напруги і духовного пошуку.
Від 1997 року входила до складу Національної спілки письменників України.
Пішла з життя 27 лютого 2021 року.

## Основні твори
- Доценко Л. Г. Потреба польоту: поезії. Харків: Майдан, 1995. 128 с.
- Доценко Л. Г. Як завжди, як ніколи…: поезії. Харків: Крок. 1998. 79 с.
- Доценко Л. Г. У любові довга пам'ять: вірші. Харків: Майдан, 2008. 128 с. (Поезія Слобожанщини).
- Доценко Л. Г. Узвишшя: вибране. Харків: Ексклюзив. 2018. 160 с.